# Мартін Едегор
Ма́ртін Е́дегор (норв. Martin Ødegaard; нар. 17 грудня 1998, Драммен) — норвезький футболіст, півзахисник клубу «Арсенал» та національної збірної Норвегії.

## Клубна кар'єра

### «Стремсгодсет»
Мартін Едегор є вихованцем норвезького «Стремсгодсета». Вже в 14 років його запримітив головний тренер Ронні Дейла. Тоді ж юного гравця почали залучати до тренувальних сесій із першою командою. Але повноцінний перехідний період від юнаків до професіоналів був мінімальним, якщо взагалі був.
Ще перебуваючи в юнацькій команді «Стремсгодсета», Мартін привернув увагу таких великих клубів, як «Баварія», «Манчестер Юнайтед» та «Манчестер Сіті». У січні 2014 року Едегора перевели в першу команду «Стремсгодсета». Його дебют у чемпіонаті Норвегії відбувся 13 квітня 2014 року в матчі проти «Олесунна», що зробив його наймолодшим гравцем, який коли-небудь виходив на поле в Тіппелізі. 5 травня того ж року він підписав із клубом свій перший професійний контракт на півтора року. 16 травня Мартін забив свій перший гол у матчі проти «Сарпсборга» і став наймолодшим голеадором в історії ліги.
У жовтні 2014 року з'явилася інформація, що Едегора хоче придбати амстердамський «Аякс».

### «Реал Мадрид» і оренди
22 січня 2015 року «Реал Мадрид» офіційно оголосив про підписання контракту з Едегором. Зарплата норвезького півзахисника склала 2,25 млн євро на рік. Мартін був включений у заявку «Реала» на плей-офф Ліги Чемпіонів під номером 21.
Едегор дебютував за головну команду 23 травня 2015 року під номером 41 в останньому матчі сезону 2014/15 проти «Хетафе» (7:3), замінивши Кріштіану Роналду. Завдяки цьому норвежець став наймолодшим гравцем в історії королівського клубу, що дебютував у чемпіонаті Іспанії. На той момент вік півзахисника склав 16 років і 156 днів. Раніше рекорд належав Себастьянові Лосаді, який уперше вийшов на поле у футболці «Реала» у віці 17 років та 6 днів в 1984 році.
Спочатку 2017 року Мартін на правах оренди провів півтора роки в нідерландському «Геренвені». Згодом продовжив виступи в цій країні, протягом сезону також як орендований гравець виступав за «Вітесс».
Перед початком сезону 2019/20 керівництво мадридського «Реала», яке все ще розраховувало на перспективного норвежця, підшукало для нього варіант з орендою до клубу «Реал Сосьєдад», де б він не лише отримував ігрову практику, але й призвичаювався до виступів у Ла-Лізі.
Пройшовши тренувальні збори перед початком сезону 2020/21 з мадридським «Реалом», був включений до заявки команди на сезон. Провівши першу половину сезону в Мадриді, 27 січня був орендований лондонським «Арсеналом» до кінця сезону.

### «Арсенал»
9 грудня 2023 року в матчі проти «Астон Вілли» провів свою 100-у гру в англійській Прем'єр-лізі, ставши 67-м гравцем «Арсеналу», що досяг такого показника.

## Виступи за збірні
2013 року дебютував у складі юнацької збірної Норвегії, взяв участь у 12 іграх на юнацькому рівні.
З 2014 року залучався до складу молодіжної збірної Норвегії. На молодіжному рівні зіграв у 2 офіційних матчах.
27 серпня 2014 року дебютував в офіційних матчах у складі національної збірної Норвегії, вийшовши в стартовому складі в товариському матчі проти збірної ОАЕ і відігравши всі 90 хвилин матчу. Він в віці 15 років і 253 днів став наймолодшим гравцем збірної Норвегії за всю її історію, обійшовши Тормода К'єлсена, рекорд якого (15 років і 351 днів) тримався понад сто років — з 1910 року.
| Дата       | Місто     | Господарі          | Результат | Гості       | Турнір                               | Голи | Примітки |
| ---------- | --------- | ------------------ | --------- | ----------- | ------------------------------------ | ---- | -------- |
| 27/08/2014 | Ставангер | Норвегія           | 0 – 0     | ОАЕ         | товариський матч                     | -    |          |
| 13/10/2014 | Осло      | Норвегія           | 2 – 1     | Болгарія    | Відбір до ЧЄ 2016                    | -    | 64'      |
| 12/11/2014 | Осло      | Норвегія           | 0 – 1     | Естонія     | товариський матч                     | -    | 58'      |
| 28/03/2015 | Загреб    | Хорватія           | 5 – 1     | Норвегія    | Відбір до ЧЄ 2016                    | -    |          |
| 08/06/2015 | Осло      | Норвегія           | 0 – 0     | Швеція      | товариський матч                     | -    |          |
| 12/06/2015 | Осло      | Норвегія           | 0 – 0     | Азербайджан | Відбір до ЧЄ 2016                    | -    |          |
| 10/10/2015 | Осло      | Норвегія           | 2 – 0     | Мальта      | Відбір до ЧЄ 2016                    | -    | 53'      |
| 15/11/2015 | Будапешт  | Угорщина           | 2 – 1     | Норвегія    | Відбір до ЧЄ 2016                    | -    | 46'      |
| 29-3-2016  | Осло      | Норвегія           | 2 – 0     | Фінляндія   | товариський матч                     | -    | 46'      |
| 11-11-2017 | Скоп'є    | Північна Македонія | 2 – 0     | Норвегія    | товариський матч                     | -    | 64' 69'  |
| 23-3-2018  | Осло      | Норвегія           | 4 – 1     | Австралія   | товариський матч                     | -    | 77'      |
| 26-3-2018  | Ельбасан  | Албанія            | 0 – 1     | Норвегія    | товариський матч                     | -    | 74'      |
| 16-11-2018 | Любляна   | Словенія           | 1 – 1     | Норвегія    | Ліга націй УЄФА 2018-2019 - 1-й етап | -    | 57'      |
| 19-11-2018 | Нікосія   | Кіпр               | 0 – 2     | Норвегія    | Ліга націй УЄФА 2018-2019 - 1-й етап | -    | 46'      |
| 23-3-2019  | Валенсія  | Іспанія            | 2 – 1     | Норвегія    | Відбір до ЧЄ 2020                    | -    | 56'      |
| 26-3-2019  | Осло      | Норвегія           | 3 – 3     | Швеція      | Відбір до ЧЄ 2020                    | -    |          |
| 7-6-2019   | Осло      | Норвегія           | 2 – 2     | Румунія     | Відбір до ЧЄ 2020                    | 1    |          |
| 10-6-2019  | Торсгавн  | Фарерські острови  | 0 – 2     | Норвегія    | Відбір до ЧЄ 2020                    | -    |          |
| 5-9-2019   | Осло      | Норвегія           | 2 – 0     | Мальта      | Відбір до ЧЄ 2020                    | -    |          |
| 8-9-2019   | Стокгольм | Швеція             | 1 – 1     | Норвегія    | Відбір до ЧЄ 2020                    | -    |          |
| 12-10-2019 | Осло      | Норвегія           | 1 – 1     | Іспанія     | Відбір до ЧЄ 2020                    | -    |          |
| 15-10-2019 | Бухарест  | Румунія            | 1 – 1     | Норвегія    | Відбір до ЧЄ 2020                    | -    |          |
| Усього     |           | Матчів             | 22        |             | Голів                                | 1    |          |

## Титули та досягнення
- «Реал Мадрид»:

Переможець Ліги чемпіонів УЄФА (2): 2016, 2017
Володар Суперкубка УЄФА (1): 2016
- «Реал Сосьєдад»:

Володар Кубка Іспанії (1): 2020
- «Арсенал»:

Володар Суперкубка Англії (1): 2023
- Найкращий молодий гравець чемпіонату Норвегії: 2014[16]